# FIBA European Champions Cup 1972-1973
La Coppa dei Campioni 1972-1973 di pallacanestro maschile venne vinta, per la terza volta, dalla Pallacanestro Varese sponsorizzata Ignis.
Hanno preso parte alla competizione 27 squadre. Dopo due turni iniziali ad eliminazione diretta con gare di andate e ritorno (e somma dei punti), è stata organizzata una fase a gruppi valevole per la qualificazioni alle semifinali; queste ultime sono state giocate con gare di andata e ritorno. La finale è stata organizzata a Liegi.

## Risultati

### Primo turno
Le gare di primo turno sono state giocate il 9 ed il 16 novembre 1972.
| Team #1                  | Agg.      | Team #2                 | Andata | Ritorno |
| ------------------------ | --------- | ----------------------- | ------ | ------- |
| Bayer Giants Leverkusen  | 160 - 165 | Simmenthal Milano       | 73-75  | 87-90   |
| Union Vienna             | 137 - 126 | ITU SK Istanbul         | 81-68  | 56-58   |
| Etzella Ettelbruck       | 152 - 160 | Epping Avenue Leyton    | 81-91  | 71-69   |
| ÍR Reykjavík             | 102 - 210 | Real Madrid             | 65-117 | 37-93   |
| Alvik Stoccolma          | 143 - 190 | Maccabi Tel-Aviv        | 74-103 | 70-87   |
| Budapest Honvéd          | 144 - 169 | BUS Lier                | 85-77  | 59-92   |
| FUS Rabat                | 139 - 193 | ASVEL Lyon-Villeurbanne | 65-82  | 74-111  |
| Porto                    | 149 - 202 | TJ Slavia VŠ Praga      | 81-93  | 68-109  |
| CJS Aleppo               | 0 - 4     | Partizani Tirana        | 0-2    | 0-2     |
| Levi's Flamingo's Harlem | 162 - 179 | Stella Rossa Belgrado   | 88-72  | 74-107  |
| Dinamo Bucarest          | 172 - 132 | Tapion Honka            | 95-58  | 77-74   |
| Academic Sofia           | 154 - 141 | Panathinaikos Atene     | 76-57  | 78-84   |

### Ottavi di finale
Le gare di ottavi di finale sono state giocate il 7 e il 14 dicembre 1972. È automaticamente qualificata ai quarti di finale l'Ignis Varese, campione in carica.
| Team #1                 | Agg.      | Team #2               | Andata | Ritorno |
| ----------------------- | --------- | --------------------- | ------ | ------- |
| Stade francais Ginevra  | 172 - 242 | CSKA Mosca            | 92-121 | 80-121  |
| Simmenthal Milano       | 175 - 156 | Union Vienna          | 93-76  | 82-80   |
| Epping Avenue           | 109 - 229 | Real Madrid           | 62-119 | 47-110  |
| Maccabi Tel-Aviv        | 162 - 146 | BUS Lier              | 97-74  | 65-72   |
| ASVEL Lyon-Villeurbanne | 148 - 153 | TJ Slavia VŠ Praga    | 66-63  | 82-90   |
| Partizani Tirana        | 157 - 193 | Stella Rossa Belgrado | 83-94  | 74-99   |
| Dinamo Bucarest         | 141 - 133 | Academic Sofia        | 72-75  | 69-58   |

### Quarti di finale

#### Gruppo A
|    | Squadra               | G | V | P | PF  | PS  | Dif | P.ti |
| -- | --------------------- | - | - | - | --- | --- | --- | ---- |
| 1. | Simmenthal Milano     | 3 | 3 | 0 | 552 | 512 | +40 | 6    |
| 2. | Stella Rossa Belgrado | 3 | 2 | 1 | 521 | 533 | -12 | 5    |
| 3. | Real Madrid           | 3 | 1 | 2 | 485 | 487 | -2  | 4    |
| 4. | Maccabi Tel-Aviv      | 3 | 0 | 3 | 550 | 576 | -26 | 3    |

#### Gruppo B
|    | Squadra            | G | V | P | PF  | PS  | Dif | P.ti |
| -- | ------------------ | - | - | - | --- | --- | --- | ---- |
| 1. | CSKA Mosca         | 3 | 3 | 0 | 510 | 453 | +57 | 6    |
| 2. | Ignis Varese       | 3 | 2 | 1 | 503 | 475 | +28 | 5    |
| 3. | Dinamo Bucarest    | 3 | 1 | 2 | 469 | 505 | -36 | 4    |
| 4. | TJ Slavia VŠ Praga | 3 | 0 | 3 | 489 | 538 | -49 | 3    |

|  | Qualificate alle semifinali |
|  | Eliminata                   |

### Semifinali
Le semifinali sono state giocate il 1º marzo 1973 (gare di andata) e l'8 marzo 1973 (gare di ritorno).
| Team #1               | Agg.      | Team #2      | Andata | Ritorno |
| --------------------- | --------- | ------------ | ------ | ------- |
| Simmenthal Milano     | 172 - 212 | Ignis Varese | 72-97  | 100-115 |
| Stella Rossa Belgrado | 173 - 198 | CSKA Mosca   | 90-98  | 83-100  |

### Finale
| Team #1      | Agg.    | Team #2    |
| ------------ | ------- | ---------- |
| Ignis Varese | 71 - 66 | CSKA Mosca |

| Coppa dei Campioni 1972-1973   |
| ------------------------------ |
| Pallacanestro Varese 3º titolo |

## Formazione vincitrice

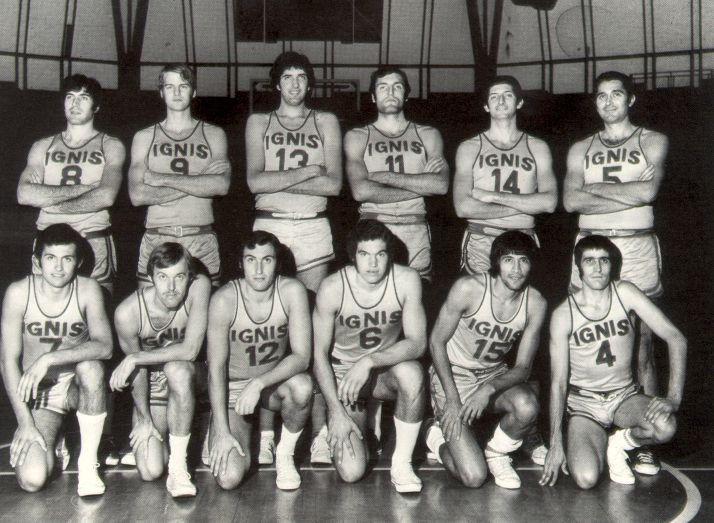
La formazione dell'Ignis Varese

| N° | Naz.                   | Ruolo | Sportivo          |  | Alt. |  |
| -- | ---------------------- | ----- | ----------------- |  | ---- |  |
| 4  | Italia (bandiera)      | P     | Edoardo Rusconi   |  |      |  |
| 5  | Italia (bandiera)      | C     | Ottorino Flaborea |  |      |  |
| 6  | Italia (bandiera)      | A     | Franco Bartolucci |  |      |  |
| 7  | Italia (bandiera)      | A     | Giorgio Chiarini  |  |      |  |
| 8  | Italia (bandiera)      | GA    | Marino Zanatta    |  |      |  |
| 9  | Stati Uniti (bandiera) | A     | Bob Morse         |  |      |  |
| 10 | Italia (bandiera)      | P     | Aldo Ossola       |  |      |  |
| 11 | Italia (bandiera)      | C     | Dino Meneghin     |  |      |  |
| 12 | Italia (bandiera)      | A     | Paolo Polzot      |  |      |  |
| 13 | Italia (bandiera)      | A     | Massimo Lucarelli |  |      |  |
| 14 | Italia (bandiera)      | AG    | Ivan Bisson       |  |      |  |
| 15 | Messico (bandiera)     | AP    | Manuel Raga       |  |      |  |
|    | Jugoslavia (bandiera)  | All.  | Aza Nikolić       |  |      |  |